# Lactarius rufulus
No confundir con Lactarius rufus.
Lactarius rufulus, es una especie de hongo de la familia Russulaceae. Los cuerpos fructíferos tienen capuchones carnosos de color rojo parduzco de hasta 10 cm (3,9 pulgadas) de ancho y láminas de color amarillo rosáceo muy próximas entre sí. El tallo mide hasta 12 cm (4,7 pulgadas) de largo y 3 cm (1,2 pulgadas) de grosor y tiene un color similar al del sombrero. Los cuerpos fructíferos se parecen a los de L. rufus, pero L. rufulus tiende a crecer en racimos en una base común, en lugar de en solitario o en grupos. Una característica microscópica distintiva es la ausencia casi total de células grandes y esféricas llamadas esferocistos, que por lo demás son comunes en las especies de Lactarius.
Esta especie, conocida únicamente en California, Arizona y México, crece en el suelo, en la hojarasca, cerca de los robles. Las setas Lactarius rufulus son comestibles y tienen un olor parecido al jarabe de arce. Se han utilizado para aromatizar dulces y postres.

## Taxonomía
La especie fue descrita por primera vez por el micólogo estadounidense Charles Horton Peck en 1907, basándose en especímenes recolectados en la Universidad de Stanford en California. Las recolecciones tipo fueron realizadas por A.M. Patterson y S. Nohara, estudiantes de botánica de la Universidad Leland Stanford Junior que realizaron varias recolecciones durante el invierno de 1906-07.
Lactarius rufulus se clasifica en la sección Thejogali del subgénero Russularia del género Lactarius. Las características de la superficie de muchas especies de la sección Thejogali (según la definición de Hesler y Smith en 1979) se denominan rimuloso-areoladas (irregularmente agrietadas, con las grietas cruzándose unas con otras) basándose en una superficie con «numerosos montículos de células infladas» emparejadas con grietas.
El hongo se conoce comúnmente como «sombrero de caramelo rufo».

## Descripción

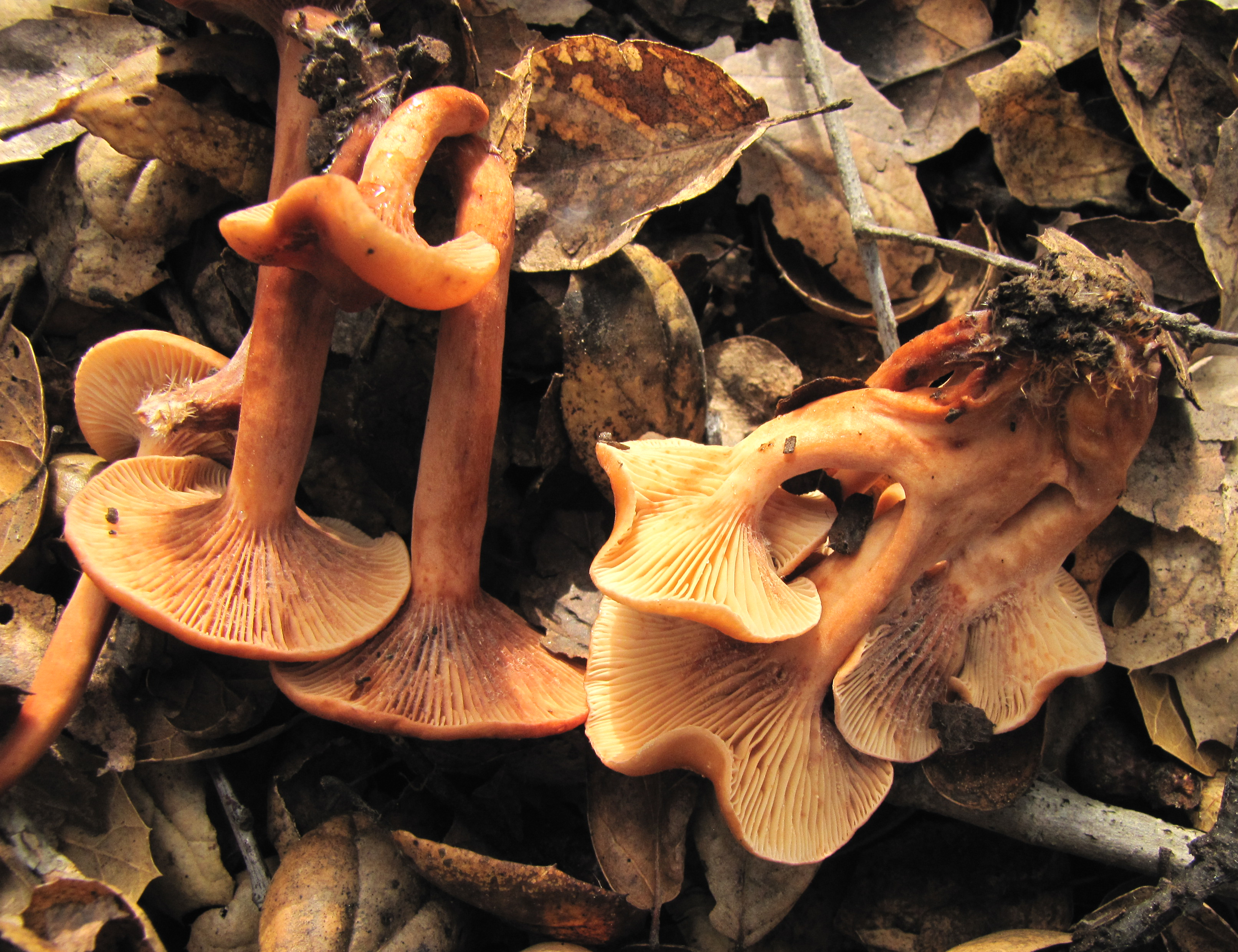
Las láminas son subdecurrentes y descienden ligeramente a lo largo del tallo.

El sombrero de L. rufulus mide de 3 a 10 cm (1,2-3,9 pulgadas) de ancho, es ampliamente convexo, se aplana y acaba teniendo forma de embudo poco profundo, a veces con un ligero umbo. El margen (borde) del sombrero está inicialmente curvado hacia dentro, pero se curva hacia arriba en la madurez. La superficie suele ser irregular o arrugada. Al principio es de color rojo parduzco, pero se vuelve marrón anaranjado con la edad. Las láminas están unidas al tallo de forma adnata (directamente unidas) a subdecurrente (descendiendo ligeramente a lo largo del tallo). Están muy juntas, al principio son de color amarillo rosado, pero con la edad se vuelven de un rojo más oscuro o marrón rojizo. Las láminas no están bifurcadas ni se tiñen de otro color al magullarse. El tallo mide 4-8 cm (1,6-3,1 pulg.) de largo, unos 0,5-1,5 cm (0,2-0,6 pulg.) de grosor, casi igual o ligeramente ensanchado hacia abajo, seco, liso y de color marrón rojizo. Puede ser sólido o relleno (lleno de micelios parecidos al algodón), pero puede volverse parcialmente hueco con la edad. La carne es firme, de color blanco a rosa anaranjado, y no se mancha al cortarla. El látex es escaso, blanco, inmutable y no mancha los tejidos. Su sabor es suave. La impresión de las esporas es de color blanco a amarillo cremoso.

### Características microscópicas
Las esporas son de 7-9 por 7-9 μm, esféricas o casi esféricas, ornamentadas con un retículo parcial o completo (un sistema de crestas elevadas en forma de red), con prominencias de hasta 0,5 μm de altura. Los basidios (células con esporas) tienen dos y cuatro esporas y miden 45-52 por 9-11 μm. La cutícula del sombrero es una capa mal formada de células infladas con pileocistidios filamentosos dispersos (cistidios en el sombrero). Algo inusual para un Lactarius, L. rufulus carece o tiene pocas células hinchadas (esferocistidios) en el sombrero y el tallo.

### Especies similares
Lactarius rubidus es similar en apariencia a L. rufulus, pero tiene un látex entre acuoso y similar al suero y desarrolla un fuerte olor a jarabe de arce o 
caramelo de mantequilla cuando se seca. Otra especie parecida es Lactarius thiersii, pero tiene el sombrero y el tallo más pequeños y la carne y el látex son de sabor suave. La carne y el látex de Lactarius rufus tienen un sabor fuertemente acre, y sus cuerpos fructíferos son más robustos y carecen de umbo. Además, L. rufus crece típicamente de forma cespitosa, con los cuerpos fructíferos agrupados en una base común, y tiene colores más pálidos y un olor más intenso que L. rufulus. L. vinaceorufescens tiene un látex amarillento.

## Ecología, hábitat y distribución
Lactarius rufulus es una especie micorrícica que vive en asociación mutualista con especies de roble. El hongo forma una ectomicorriza caracterizada por una vaina externa que rodea las raíces del roble. El hongo recibe carbohidratos solubles que son subproductos de la fotosíntesis de la planta, al tiempo que proporciona a la planta un mayor acceso a los nutrientes del suelo necesarios para su crecimiento. Los cuerpos fructíferos de L. rufulus crecen dispersos o en grupos en el suelo bajo el roble, normalmente de enero a marzo; su aparición es poco frecuente. Antes se pensaba que sólo se encontraban en California (donde son más frecuentes en la parte sur del estado), pero en 1998 se informó de su presencia en México y en 2006 en Arizona.

## Usos
El hongo es comestible, con un sabor suave y un ligero olor a jarabe de arce. El autor estadounidense David Arora sugiere que los cuerpos fructíferos pueden utilizarse de manera similar a los hongos candy cap (gorro de caramelo), a pesar de no ser tan fragantes. Se sabe que los chefs del área de la bahía de San Francisco lo utilizan para postres como helados, pasteles y caramelos.